# Perfectae Caritatis
Perfectae Caritatis (с лат. — «Совершенная любовь») — декрет Второго Ватиканского собора Католической церкви, посвящённый монашеству. Утверждён папой Павлом VI 28 октября 1965 года, после того как он был одобрен на соборе. За финальный вариант документа высказалось 2 321 участников собора, против — 4. Своё название получил по принятой в католицизме практике по своим двум первым словам.
Декрет Perfectae Caritatis — один из девяти декретов Второго Ватиканского собора. Декрет состоит из 25 статей.

## Содержание
Декрет посвящён обновлению монашеской жизни в современных условиях. Декрет подчёркивает древность и важность для Церкви монашеских институтов. Любые изменения в уставах институтов посвящённой жизни должны иметь целью «как постоянное возвращение к истокам всякой христианской жизни и к первоначальному духу орденов, так и их приспособление к изменяющимся условиям времени». Седьмая статья посвящена созерцательным монашеским орденам, восьмая — апостольским, одиннадцатая — секулярным институтам.
Статьи с 12 по 14 рассматривают три монашеских обета — целомудрия, бедности и послушания. В главах с 18 по 24 приводятся конкретные рекомендации по реформированию и улучшению жизни монашеских институтов.
Институты, для которых устанавливаются эти нормы обновления применительно к современным условиям, должны с готовностью откликнуться на своё Божественное призвание и соответствовать задаче, стоящей перед ними в Церкви в настоящее время. Ибо Священный Собор высоко ценит их образ жизни, проводимой в целомудрии, бедности и послушании, пример которой — Сам Иисус Христос, и возлагает твёрдую надежду на их столь плодотворные дела: как сокровенные, так и явные.